# Jorge Mendes
Jorge Paulo Agostinho Mendes (Lisboa, 7 de enero de 1966) es un representante portugués de futbolistas que preside la compañía de representación Gestifute. Está considerado uno de los más influyentes del mundo, encontrándose entre sus clientes jugadores de la talla de Cristiano Ronaldo, Lamine Yamal, Radamel Falcao, James Rodríguez, Keylor Navas, Luís Figo, Marco Asensio, el entrenador José Mourinho, entre otros. 
Además de Gestifute, es asesor del fondo de inversión deportivo Quality Sports Investment y colabora con la agencia norteamericana Creative Artists Agency.

## Biografía
Jorge Mendes salió de Lisboa, hijo de un funcionario y una ama de casa. A los 8 años de edad practicaba atletismo, y más tarde practicó karate y fútbol, aunque fue rechazado por varios equipos en los que estuvo a prueba. Tras terminar la educación secundaria en su Lisboa natal y realizar el servicio militar, consiguió su primer empleo con 18 años en una fábrica de helados. Con 20 años se mudó a Viana do Castelo, donde trabajó para una empresa de resinas donde su hermano mayor era director y con 21 años le fichó el SC Vianense, de la Tercera División portuguesa, donde desempeñaba centrocampista izquierdo. Mendes no tuvo continuidad en el club y jugó para otros clubes de Viana do Castelo, como la União Desportiva de Lanheses o el Neves FC. Jorge se marchó al Clube Desportivo Amadores de Caminha y se mudó a este municipio, donde decidió abrir un pequeño videoclub que llamó Samui Video. En esa época y ante la falta de perspectivas profesionales, Mendes decidió dejar el fútbol y se hizo DJ. Con el dinero que iba ganando abrió varios videoclubes.

### El nacimiento de Gestifute y primera burbuja del mercado futbolístico (1996-2002)
En 1996, el portero del Vitória de Guimarães, Nuno Espirito Santo, entró en el club nocturno de Caminha que regentaba Jorge Mendes y entablaron una conversación en la cual Nuno le contó que su sueño era fichar por el Oporto. En aquella época la representación de futbolistas era un negocio pujante; en Portugal la empresa Superfute, fundada en 1994, había llevado a cabo el traspaso del portugués Fernando Couto al Parma a cambio de 2'1 millones de euros. Jorge Mendes supo ver la oportunidad para abandonar sus negocios y creó la agencia Gestifute en 1996 para cumplir el sueño de Nuno de llevarlo al Oporto. Su primera transacción fue el traspaso de Nuno Espírito Santo del Vitória de Guimarães al Deportivo de La Coruña en el mercado de invierno de 1997 a cambio de 300M de pesetas. En el verano de 1997 logró el traspaso de Costinha, un modesto futbolista del Clube Desportivo Nacional de la Segunda División portuguesa, al flamante AS Monaco campeón de la Liga francesa; también logró traspasar al extremo Capucho que cambió el Vitória Guimarães por el FC Oporto. En el verano de 1999 acordó el traspaso del portugués Hugo Leal del Benfica al Atlético de Madrid con el director deportivo Miguel Ángel Gil Marín, con quien iniciaría una buena relación y por una cuantía que no quedó nada clara.
En el año 2000 acaeció una revolución en el mercado del fútbol con el desorbitado fichaje de Luís Figo que Florentino Pérez llevó a cabo por 60M €, el más costoso de la historia y en la cual había mediado la empresa portuguesa Superfute del empresario José Veiga. Esta misma empresa también había materializado el traspaso de Mário Jardel al Galatasaray Spor Kulübü o el traspaso de João Pinto al Sporting de Portugal, y también gestionó el traspaso de Zinedine Zidane al Real Madrid en el verano de 2001. Gestifute aspiraba a ser una empresa importante, aunque en el verano de 2001 aún hacía traspasos relativamente modestos como la venta de Costinha al Fútbol Club Oporto. Jorge Mendes había forjado una buena amistad con el presidente del Fútbol Club Oporto Jorge Pinto da Costa, y gracias a eso empezó a ganar cierto peso en el mundo del fútbol. En el verano de 2002 logró los primeros traspasos millonarios: Hugo Viana fue traspasado al Newcastle United por 12M €, Jorge Andrade fue traspasado al Deportivo de La Coruña por otros 12M €, Carlos Humberto Paredes fue traspasado al Reggina Calcio por 4'8M €, y Mendes logró que el portero Nuno Espírito Santo cumpliese su sueño al conseguir que el Oporto lo fichase por 3M €.

### Primeros éxitos y confianza con los grandes clubes (2003-2009)
El auge del fútbol luso a nivel de resultados aumentó el interés hacia ese mercado. Pero había algo aún más importante en el negocio de la representación de futbolistas: las amistades. Jorge Mendes consiguió colocar en el banquillo del todopoderoso Real Madrid Club de Fútbol a su amigo y representado Carlos Queiroz, polémica decisión por parte de la presidencia de Florentino Pérez puesto que Vicente del Bosque había ganado La Liga y dejado en las vitrinas del club dos Liga de Campeones, mientras que Queiroz llegó al club con el tímido aval de un Campeonato del Mundo Sub-21 con Portugal. En el verano de 2003, Mendes logró colocar a Nuno Capucho en el Glasgow Rangers a cambio de 1'5M €, a la joven promesa Cristiano Ronaldo del Sporting de Portugal en el Manchester United por 15'5M €, y en el Fútbol Club Barcelona logró colocar a Ricardo Quaresma del Sporting de Portugal y a Rafa Márquez del AS Monaco en el club que recientemente presidía Joan Laporta, siendo de 5 millones de euros el precio pagado por Márquez.
En el verano de 2004 el técnico portugués José Mourinho había ganado la Liga de Campeones con el FC Oporto y su representante, Jorge Baidek, le había buscado un contrato con el Liverpool. Sin embargo, Jorge Mendes conoció al magnate ruso Román Abramóvich a través del agente de futbolistas Pini Zahavi y consiguió colocar en el Chelsea FC a José Mourinho, convirtiéndolo en el técnico mejor pagado del mundo. Con Mourinho iba todo el personal técnico de portugueses, además de los portugueses Ricardo Carvalho, Paulo Ferreira y Tiago a cambio de 65M € entre los tres, además del portugués Nuno Morais que llegó con carta de libertad, todos ellos representados por Mendes. Mendes medió para que Deco fichase por el Fútbol Club Barcelona. Otra operación fue la venta de Cándido Costa al Sporting de Braga. En 2004 su máximo rival, el representante José Veiga, decidió disolver Superfute y pasó a formar parte de la dirección deportiva del Benfica, dejando a Jorge Mendes como el único gran representante de futbolistas en Portugal. Además, consiguió que Ricardo López Felipe, portero del Real Valladolid que había cuajado una gran temporada, fuese fichado por el Manchester United, el equipo más rico del momento que pagó 1'5M € por el portero y organizó el retorno de Carlos Queiroz como asistente de Alex Ferguson.
En 2005, Jorge Mendes vendió a un buen número de jugadores del fútbol portugués, sobre todo del Oporto, al Dinamo de Moscú: se fueron a Rusia los jugadores Costinha, Maniche, Seitaridis, Cícero Semedo, Nuno Frechaut, Luis Loureiro, Derlei y Jorge Ribeiro, algunos por un alto precio como Maniche, que costó 16M €, o Derlei, por quien se pagaron 7M €. También medió para el fichaje de Anderson por el Oporto. El FC Dinamo Moscú terminó la liga en noviembre de 2005 siendo el octavo clasificado. En el verano de 2006 Costinha, Maniche y Seitaridis abandonaron el FC Dinamo Moscú para fichar por el Atlético de Madrid. También llevó al portero Henrique Hilário a las filas del Chelsea Football Club.
En el verano de 2007 Mendes logró operaciones millonarias muy sonadas: logró colocar al desconocido futbolista Pepe del Fútbol Club Oporto en las filas del Real Madrid por 30M €. El fichaje de Pepe se entiende como una maniobra de influencias en la que todos ganaban: el Oporto se embolsaba un traspaso millonario de un jugador de nivel medio a precio de estrella, el futbolista lograba un puesto en el que había sido nombrado Mejor Club del siglo XX sin haberse labrado reputación y sin pasar por las categorías inferiores, y el Real Madrid ganaba estrechar su cerca de influencia sobre la joven perla del Manchester United que era Cristiano Ronaldo. El futbolista portugués no tenía inconveniente en reconocer su interés por vestir la camiseta blanca. Por otra parte, el Manchester United estaba más que satisfecho con Jorge Mendes, puesto que Cristiano Ronaldo había sido Jugador del Año de la Premier League de la temporada 2006-07 y confiaron en él para fichar a las promesas Anderson del FC Porto y Nani del Sporting de Lisboa a cambio de 57M €. Con estos movimientos se inició un nuevo modelo de negocio en el fútbol europeo. Tal era el poder del Manchester United y Jorge Mendes, que José Mourinho, a quien Mendes había colocado en el banquillo del Chelsea y era conocido en Inglaterra por sus declaraciones extradeportivas contra los demás entrenadores, a Alex Ferguson le rendía pleitesía y sumisión por la gran influencia que el Manchester United estaba teniendo en el fútbol portugués. Aquellos movimientos millonarios no fueron los únicos que Gestifute orquestó entonces; otras operaciones importantes que realizó ese mismo verano fue lograr la confianza del Atlético de Madrid para que fichase a Simão Sabrosa por 20M €, la confianza del Valencia Club de Fútbol para fichar al portugués Manuel Fernandes, logró el traspaso de Ricardo Rocha al Tottenham Hotspur por 5M €, logró el traspaso de Thiago Motta al Atlético de Madrid por 2M €, el traspaso de Custódio Castro al FC Dinamo Moscú. En el fútbol portugués, adquirió los derechos de la joven promesa del fútbol portugués Fábio Coentrão y su traspaso al Benfica.
En 2008 gestionó el traspaso del técnico José Mourinho al Inter de Milán, a la vez que conseguía que la vacante de entrenador en el Chelsea la ocupase Luiz Felipe Scolari y se fichase a José Bosingwa y a Deco por más de 10 millones de euros. Impulsó el traspaso del venezolano Danny Alves al Zenit de San Petersburgo a cambio de 30M €, lo cual lo convirtió en el traspaso más caro del fútbol ruso. Tuvo entonces contactos con el Real Madrid Club de Fútbol, donde coló al adolescente Alipio Duarte por 2M € procedente de las categorías inferiores del Rio Ave Futebol Clube donde no había jugado ni un partido en la temporada anterior. Alipio jugó en el Real Madrid "C" en Tercera División. Esta extraña operación se entiende como una condición para el posterior fichaje de Cristiano Ronaldo por el Real Madrid y tenía un precontrato con el club.
Dirigió el fichaje de Cristiano Ronaldo en 2009 por el Real Madrid, valorado en más de 96 millones de euros y convertido en el fichaje más caro de la historia en su momento.

### Líder de transacciones internacionales (2010-2016)
Jorge Mendes ha sido reconocido en los Globe Soccer Awards como el mejor agente de futbolistas durante seis años consecutivos desde la creación del premio en el año 2010. Desde entonces su presencia en el mundo del fútbol fue motivo de relevancia mediática debido a la gran influencia que tenía en clubes tan importantes como el Real Madrid, el Atlético de Madrid, el Manchester United, el Chelsea, el Oporto, el Benfica, el PSG o el AS Monaco, y por haber sido el responsable de la mayor cantidad de dinero movida en fichajes de toda la historia del fútbol.
En 2010 creó el fondo de inversión Quality Sports Investment, mediante el cual se puede invertir en los derechos de jugadores de fútbol que no pertenecen por entero a los clubes. Esta fórmula de negocio futbolística es habitual en Brasil y está prohibida en lugares como Inglaterra. Marco Torsiglieri, Hugo Almeida, Eric Dier y Tobias Figueiredo vendieron parte de sus derecho en esta sociedad de inversión en el año 2010, así como Elias Mendes Trindade en 2011.
En el verano de 2010 gestionó el traspaso millonario de José Mourinho al Real Madrid, el cual recaló en el club secundado por Ricardo Carvalho o Ángel Di María, que supusieron un desembolso de más de 40 millones en total por parte del club madrileño. También intervino en el traspaso de Bebé al Manchester United a cambio de 9 millones de euros y en el traspaso de Raul Meireles al Liverpool Football Club a cambio de 14 millones de euros. El F. C. Zenit de San Petersburgo confió en Jorge Mendes para su nuevo proyecto e invirtió más de 80 millones de euros en los fichajes de Hulk, Axel Witsel y Bruno Alves. También colocó en el Málaga CF del jeque multimillonario Abdullah ben Nasser Al Thani al entrenador Jesualdo Ferreira. Miguel Veloso fue traspasado al Genoa Cricket & Football Club por 9 millones de euros.
En el verano de 2011 fue polémico su mediación en el fichaje de Roberto, portero del Benfica, por el Real Zaragoza a cambio de 8'5M € cuando este club se encontraba en una difícil situación económica y, según se descubrió años después, habría estado implicado en sobornos para mantenerse en Primera División. El Zaragoza había confiado en Jorge Mendes para armar un equipo que pudiese mantenerse en la categoría y salvarse de la crisis económica que sufría, para lo cual fichó, además del mencionado Roberto, a Hélder Postiga, Franco Zuculini, Juan Carlos, Fernando Meira y Rúben Micael. El Atlético de Madrid también confío en Jorge Mendes para rearmar un equipo ganador y confío en el para los traspasos de Radamel Falcao, Arda Turan y Sílvio Manuel Pereira por 65M € sumando los tres traspasos, la llegadas con carta de libertad de João Miranda o Tiago Mendes, y la cesión de Pizzi. El Real Madrid también confió en él para contratar a Fabio Coentrão, un fichaje que resultó polémico debido a su alto precio a pesar de su escasa popularidad. Llevó a André Villas-Boas al Chelsea, que pagó por él la cláusula de rescisión de 15M € al Fútbol Club Oporto. Medió en las cesiones de Diogo Salomão y Nélson Oliveira y en el traspaso de Bruno Gama al Deportivo de La Coruña gracias a la buena relación de amistad que mantiene el representante con Augusto César Lendoiro.
En el verano de 2012, el Real Club Deportivo de La Coruña de Lendoiro inició la planificación de la plantilla tras haber ascendido de la Segunda División, categoría a la que había descendido a costa de la permanencia del Real Zaragoza, y para ello confió en Jorge Mendes. El Deportivo estaba en serios problemas económicos, pero Mendes negoció las cesiones de André Bernardes Santos, Evaldo, Pizzi, Tiago Pinto, Nélson Miguel Castro Oliveira y Roderick Miranda y el Deportivo jugó aquella campaña sin poder pagar a su futbolistas y entró en concurso de acreedores. Mendes gestionó el traspaso de Thiago Silva al París Saint-Germain por 42M €. También organizó la cesión del desconocido Fabinho Tavares al Real Madrid Castilla, donde llegó a tener protagonismo y obtuvo la titularidad a pesar de tener actuaciones discretas.
En el mercado de invierno de 2013, Mendes colocó a Daniel Carriço en el Reading Football Club.
En el verano de 2013, Jorge Mendes influyó en la construcción de la plantilla del AS Monaco, que fichó a Radamel Falcao a cambio de 63 millones de euros, así como a João Moutinho y James Rodríguez procedentes del FC Oporto por un montante total de 70 millones de euros, o los fichajes de Ricardo Carvalho y Fabinho. También gestionó el retorno de José Mourinho al Chelsea Football Club. Colocó a Sergio Asenjo en el Villarreal CF por 4 millones de euros.
En el verano de 2014, Jorge Mendes realizó las negociaciones de dos de los traspasos más sonados a nivel económico de aquel verano: el traspaso de Ángel Di María al Manchester por 90M €, ocupando su hueco en el Real Madrid el futbolista colombiano James Rodríguez que también gestionaba Mendes, por el que pagaron 80M €. También negoció el traspaso de Eliaquim Mangala al Manchester City por 40M €, y los traspasos de Diego Costa y Filipe Luís al Chelsea por 60M € entre ambos. Otra operación importante que realizó fue la cesión de Falcao al Manchester United por 8M €. Llevó a Danilo Barbosa da Silva al Sporting Clube de Braga. El Atlético de Madrid contrató al portero Jan Oblak a cambio de 16M €, y llevó a Adrián López al FC Oporto por 15M €, lo cual enfrió la buena relación entre el presidente Pinto da Costa y Mendes. Mendes llevó a Ezequiel Garay al F. C. Zenit de San Petersburgo por 15M €. Tras la llegada de Peter Lim al Valencia CF, Jorge Mendes se convirtió en hombre importante en la política de fichajes del club gracias a la amistad que mantiene con el magnate y sus negocios conjuntos; gracias a esta amistad llevó a Rodrigo, a Filipe Augusto y a Nicolás Otamendi a las filas del equipo ché. Tuvo su primer contacto con el fútbol chino tras vender a Alan Carvalho al Guangzhou Evergrande por 11M €.
En 2015 se convirtió en representante de entrenadores como Marc Wilmots o Unai Emery. En el verano de 2015 el Atlético de Madrid fichó a Jackson Martínez del Fútbol Club Oporto por 35 millones. En el Guangzhou Evergrande colocó a Luiz Felipe Scolari, a Ricardo Goulart y a Paulinho por 30M €, y volvió a traspasar a Jackson Martínez al Guangzhou durante el mercado de invierno de 2016 por 42M €. Mendes colocó a Danilo Barbosa da Silva en el Valencia Club de Fútbol en calidad de cedido. Jorge Mendes medió de forma indirecta para que el FC Oporto fichase a Iker Casillas y así la vacante la ocupase su representado David de Gea, operación que no se terminó de concretar debido a la lentitud del Manchester United en presentar el acuerdo de traspaso. Colocó en el Manchester United a la joven promesa Anthony Martial, por el que pagaron 50M €. Traspasó a Nicolás Otamendi al Manchester City a cambio de 45M €. También colocó a Nani en el Fenerbahçe Spor Kulübü por 4'25M €.
El ascenso de Mendes se ha visto cuestionado en numerosas ocasiones, por delitos de corrupción en su país, y por su asesoría para evadir impuestos, que se corresponde cronológicamente con sus primeros éxitos como agente de futbolistas La asesoría de evasión fiscal a sus jugadores comenzó, al menos en el caso de Cristiano Ronaldo, en el año 2004.

### Football Leaks
La publicación de los denominados Football Leaks señalarían a Jorge Mendes como el artífice e intermediario para eludir impuestos ante Hacienda.